# Parque nacional Orlovskoye Polesye
Parque nacional Orlovskoye Polesye (en ruso: Национальный парк «Орловское полесье») es un área protegida en el oeste de Rusia.
Está situado en el centro de la meseta central rusa, entre los raiones de Známenskoye y Jotynets de la óblast de Oriol, y ocupa una superficie de 77 745 hectáreas. El parque fue establecido por un decreto de la Federación de Rusia n.º 6 del 9 de enero de 1994.
La zona es una llanura de colinas elevadas. La superficie es rugosa, cortada por los ríos, valles, quebradas y barrancos.